# Fenrir Valley
Das Fenrir Valley ist ein kleines und hauptsächlich eisfreies Tal im ostantarktischen Viktorialand. In der Asgard Range liegt es zwischen den oberen Abschnitten des Heimdall- und des Rhone-Gletschers.
Das Tal erhielt 1976 nach einem gemeinsamen Beschluss des New Zealand Antarctic Place-Names Committee und des Advisory Committee on Antarctic Names wie zahlreiche weitere Objekte in der Asgard Range einen Namen aus der nordischen Mythologie. Namensgeber ist Fenrir, der vom Gott Tyr angekettete Wolf.